# Mikháza
Mikháza (románul Călugăreni) falu Romániában, Erdélyben, Maros megyében. A Felső-Nyárádmenti „Szentföld”-nek nevezett katolikusok lakta vidék legjelentősebb egyházi helye. Itt épült fel a mikházi ferences templom és kolostor, melynek alapítója Tholdalagi Mihály volt. Az erdélyi Ferences Rendtartomány Csíksomlyó utáni második legnagyobb konventje. Közigazgatásilag Nyárádremete községhez tartozik.

## Fekvése
Marosvásárhelytől 26 km-re északkeletre, a Nyárád folyó bal partján fekszik.

## Története
Határában egykor római castrum állt, melyet a mai napig Várnak hívnak. 1309-ben már temploma volt a falunak. Boszniából jött ferencesek 1635-ben telepedtek meg a faluban. 1636-ban felépítették első kolostorukat egy kápolnával. Az épületek hamarosan romlásnak indultak, a szerzeteseket pedig 1666-ban elűzték. Ekkor Kájoni János házfőnök új kolostort építtetett, a kápolnát pedig bővítette. Az építkezést 1678-ban fejezték be. Könyvtára mintegy 4000 kötetet számlált. A kolostor volt a marosvásárhelyi katolikus gimnázium őse, 1785-ben helyezték át. A Ferences temploma 1692-ben épült, 1912-ben átépítették. Kriptájában Erdély sok nemes családjának tagjai nyugszanak. A templomot nagy kegyelet övezte, hamarosan búcsújáróhely lett. 1719-ben a pestisben a lakosság több mint fele elpusztult. Római katolikus kápolnája 1728-ban épült, a falutól keletre a temetőkertben áll. A Mikes családnak várkastélya volt itt, melynek anyagát a kápolna építéséhez használták fel. 1910-ben 664-en lakták, két fő kivételével magyarok. A trianoni békeszerződésig Maros-Torda vármegye Nyárádszeredai járásához tartozott.

## Népesség
1992-ben 581 lakosából 468 fő magyar, 107 román, 5 cigány és 1 német volt.
A 2002-es népszámláláskor 612 lakosa közül 504 fő (82,4%) magyar, (17,5%) 107 román, 1 (0,2%) pedig német volt.

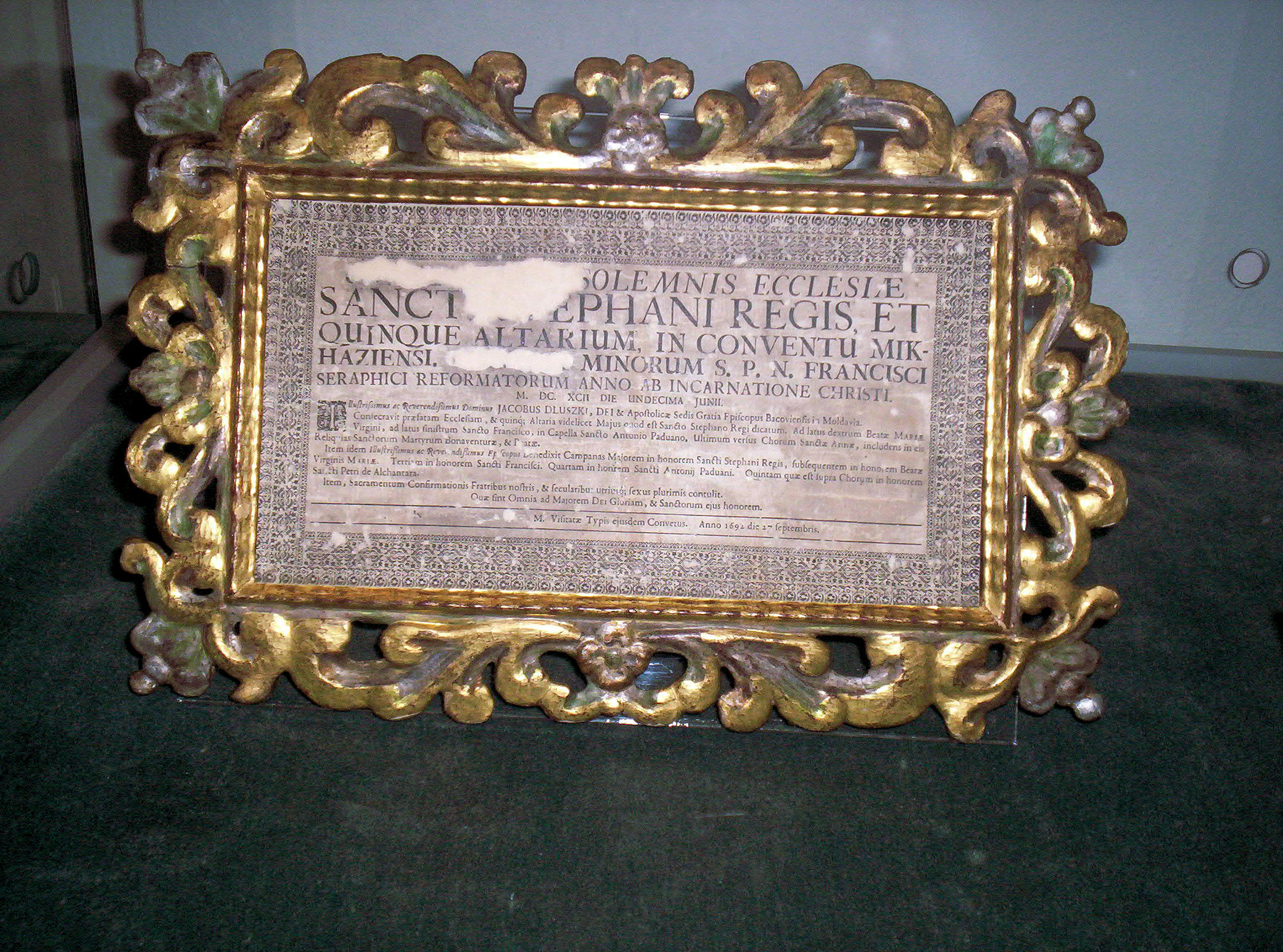
A mikházi Szent István király tiszteletére emelt ferences templom felszentelése alkalmából készített nyomtatvány. A fémszínezett fakeret feltehetően a nyomtatvánnyal azonos időben készült. A templomot Jakub Franciszek Dluszki lengyel konventuális ferences és bákói püspök szentelte fel 1692. június 11-én. Csíki Székely Múzeum, Csíkszereda

## Híres emberek
- Itt született 1901-ben Kacsó Sándor író, kritikus.
- Itt született 1905-ben Lokodi Gergely ferences pap, tanító.
- Itt élt és dolgozott Kájoni János ferences házfőnök, énekgyűjtő és szerző.
- Itt született 1932-ben Széllyes Sándor rímfaragó, népdalénekes. (Meghalt Marosvásárhelyen 2006-ban.)